# 辰巳遼
辰巳 遼（たつみ りょう、1995年7月18日 - ）は、日本の元インドアバレーボール選手、現ビーチバレーボール選手。

## 来歴
奈良県磯城郡田原本町出身。清風高等学校、明治大学を経て、V.LEAGUE DIVISION3（V3）のヴォレアス北海道に入団。
2018-19シーズン、チームのV3優勝に貢献し、自身も最優秀新人賞を受賞。
2021年5月、退団を発表。
2021年6月にプロビーチバレーボール選手へ転向。古田史郎、白石啓丈とビーチバレーチームDOTsを立ち上げた。

## 所属チーム
- 清風高等学校
- 明治大学
- ヴォレアス北海道（2018-2021年）
- DOTs（ビーチバレー）（2021-）

## 受賞歴
- 2018-19 V.LEAGUE DIVISION3 MEN 最優秀新人賞